# Едвард Џон Смит
 Капетан Едвард Џон Смит (енгл. Edward John Smith; Ханлеј, 27. јануар 1850 — Атлантски океан, 15. април 1912) је био капетан Титаника, који је потонуо 1912.

## Биографија
Едвард је рођен 27. јануара 1850, у Ханлеју, као син Едварда и Кетрин Смит. Школу Етрурија Бритиш скул, је напустио с 12 година а затим 9 година радио у једној фабрици. 
Године 1871, се почео интересовати за парне бродове. Кад је имао 24 године, добио је сертификат, којим му је дозвољено управљање парним бродовима. Био је капетан бродова Adriatic, Celtic, Coptic and Germanic, и других. Био је и капетан Majestica, а у току службе на том броду је добио златну медаљу. У марту 1880, се придружио компанији Вајт Стар Лајн. Сви су га звали сигурним капетаном, што је и био. 
Жена му се звала Елеонор а ћерка Хелен Мејвил Смит. 
Године 1912, је одлучио отићи у пензију. Потонуо је заједно са свим путницима, који су били на Титанику. Његово тело до данас није пронађено. 
У знак његове части је у Личфилду, подигнут споменик.

## Занимљивости
У филму Ноћ за памћење (1958), Лoренс Нејсмит је био у улози капетана Смита. На сету, док се упознавао са Смитовом ћерком, Хелен Мелвил се онесвестила јер глумац је по изгледу био исти као њен отац.
У филму Титаник из 1997, капетана Смита je глумиo Бернард Хил.